# The BOBs
The BOBs (Best Of The Blogs) é o concurso internacional de weblogs que foi promovido anualmente pela empresa estatal alemã de comunicação internacional Deutsche Welle entre os anos de 2004 e 2012. O evento, realizado em 31 de agosto, dia reconhecido internacionalmente como Dia do Blog, era celebrado com uma cerimônia aberta ao público no Museu da Comunicação de Berlim em meados de novembro, na qual eram anunciados os ganhadores.
O fomento da liberdade de expressão e de imprensa no mundo é o principal objetivo almejado pela Deutsche Welle ao promover tal evento. Desde 2005, uma das categorias centrais do The BOBs é o Prêmio Repórteres Sem Fronteiras, concedido pela DW em parceria com a organização não-governamental Repórteres Sem Fronteiras (RSF) ao melhor weblog engajado na luta pela liberdade de expressão.
Weblogs, podcasts e videoblogs do mundo todo eram sugeridos para concorrer em uma das 16 categorias do The BOBs, desde que fossem escritos ou produzidos num dos idiomas oficiais do evento: árabe, chinês, alemão, inglês, indonésio, francês, holandês, persa, português, russo e espanhol.

## Categorias
Ao todo, o The BOBs reconhecia weblogs em 16 categorias, das quais 5 são mistas e 11 reservadas a cada um dos idiomas específicos do evento. As principais categorias são estas:
• Melhor Blog;
• Melhor Podcast;
• Melhor Videoblog;
• Prêmio Repórteres Sem Fronteiras;
• Prêmio Blogwurst (concedido a blogs destacados pelo conteúdo humorístico, bizarro ou incomum);
• Melhor Blog por idioma.

## História
O The BOBs era composto pelo Prêmio do Júri e pelo Prêmio dos Usuários. Ou seja: em cada categoria, haviam os premiados pelo júri e os premiados por votação popular. O Prêmio dos Usuários era definido através de uma votação online internacional, enquanto o Prêmio do Júri era determinado por um corpo internacional de jurados composto por blogueiros, pesquisadores de mídia e jornalistas independentes. Após divulgar uma lista de 10 nomeados em cada categoria a partir do total de blogs sugerido pelo público, o júri se reunia em Berlim a fim de definir os ganhadores.
Em sua primeira edição, em 2004, mais de 60 mil usuários elegeram os ganhadores dos prêmios do público, sendo que cerca de um terço dos eleitores que decidiram seus weblogs favoritos nas diversas categorias votaram a partir do Brasil. Nesse ano, o Prêmio do Júri foi concedido para o blog chinês "Jornal de Cachorro", enquanto o Prêmio dos Usuários foi para o brasileiro "Por um Punhado de Pixels".
No ano seguinte, em 2005, o Prêmio do Júri foi dado para o weblog argentino "Más respeto, que soy tu madre”, uma mistura de comédia e telenovela criada pelo jornalista Hernán Casciari, enquanto Portugal venceu o Prêmio dos Usuários com o blog "Tupiniquim", criado pelos amigos: Luís Galrão, vice-presidente da Quercus, uma ONG ambiental portuguesa, e o jornalista Fernando Sousa – dois ativistas dos direitos humanos interessados na temática indígena.
Em 2006, o grande vencedor do júri foi o blog eleitoral norte-americano "Sunlight Foundation", que defendia uma campanha suprapartidária pela criação de um banco de dados para manter os eleitores informados sobre os custos de criação de leis. O Prêmio dos Usuários foi para a alemã Lisa Neun. O "Blog do Tas", do jornalista Marcelo Tas, foi o vencedor na categoria de Melhor Weblog Corporativo, e "Apocalipse Motorizado", blog sobre as dificuldades dos ciclistas na capital de São Paulo, levou o prêmio de Melhor Weblog em Português.

## Blogopédia
A Blogopédia é um catálogo internacional de weblogs em dez línguas, monitorado pela redação do The BOBs e acessível durante o ano todo através do site do evento. Nessa espécie de banco de blogs, é possível pesquisar sites com base em critérios como título, autor, país, língua ou tipo. Lá estão reunidos weblogs, podcasts e videoblogs, sendo que todos podem ser avaliados e comentados pelos usuários.

## Lista de vencedores

### 2004
| Prêmio                   | Prêmio do Júri                   | Prêmio dos Usuários                  |
| ------------------------ | -------------------------------- | ------------------------------------ |
| Melhor Blog              | 18摸狗日报                       | Por um Punhado de Pixels             |
| Melhor Temática          | El Hombre Que Comía Diccionarios | Estraga Filmes]                      |
| Melhor Design            | La malarosa                      | Замок-блог Эргэла, Северного Дракона |
| Melhor Inovação          | Domino - Cover by Cover          | Radio RSS                            |
| Melhor Blog em Alemão    | medienrauschen                   | BILDblog                             |
| Melhor Blog em Árabe     | Moodless.net                     | Beyond Normal                        |
| Melhor Blog em Chinês    | 18摸狗日报                       | 声色犬马－平客的虚无笔记             |
| Melhor Blog em Espanhol  | Periodistas 21                   | Caspa.tv                             |
| Melhor Blog em Inglês    | Lawrence Lessig Blog             | Editor: Myself                       |
| Melhor Blog em Português | Ponto Media                      | Ricardo Noblat                       |
| Melhor Blog em Russo     | Блог журналистки Наташи Мозговой | Time O'Clock                         |

### 2005
| Prêmio                           | Prêmio do Júri                     | Prêmio dos Usuários                             |
| -------------------------------- | ---------------------------------- | ----------------------------------------------- |
| Melhor Blog                      | Más respeto, que soy tu madre      | Tupiniquim                                      |
| Melhor Blog Multimídia           | Blog à la ciboulette               | Blog à la ciboulette                            |
| Melhor Podcast                   | Antiwave                           | Antiwave                                        |
| Prêmio Repórteres Sem Fronteiras | Manal and Alaa's Bit Bucket        | Chronique déplaisante d'une dictature ordinaire |
| Melhor Blog em Árabe             | Hawleyat Al Ashjar                 | Nisrine coeur de lion                           |
| Melhor Blog em Chinês            | Massage Cream                      | 飞刀侧畔千帆过                                  |
| Melhor Blog em Inglês            | Global Voices Online               | Body and Soul                                   |
| Melhor Blog em Francês           | AgoraVox, le journal media citoyen | Lire est un plaisir                             |
| Melhor Blog em Alemão            | Lyssa's Lounge                     | Riesen Maschine                                 |
| Melhor Blog em Persa             | san newescht                       | Iran Paparazzi                                  |
| Melhor Blog em Português         | NoMínimo Weblog                    | Kibe Loco                                       |
| Melhor Blog em Russo             | Planet Afghanistan                 | Planet Afghanistan                              |
| Melhor Blog em Espanhol          | Jabalí Digital                     | Caspa TV                                        |

### 2006
| Prêmio                           | Prêmio do Júri                         | Prêmio dos Usuários                    |
| -------------------------------- | -------------------------------------- | -------------------------------------- |
| Melhor Blog                      | Sunlight Foundation                    | Lisa Neun                              |
| Melhor Podcast                   | Muzimei Studio                         | Haftegi                                |
| Melhor Blog Corporativo          | Football-Club                          | Blog do Tas                            |
| Prêmio Repórteres Sem Fronteiras | Tanine Sokut e Kosoof (empate)         | Blog da Alcinéa Cavalcante             |
| Prêmio Blogwurst                 | aref-adib                              | Unusual Real Man                       |
| Melhor Blog em Árabe             | Jar el Kamar                           | Nostalgic Story Teller                 |
| Melhor Blog em Chinês            | The Colourful World - Shuweicao's Blog | The Colourful World - Shuweicao's Blog |
| Melhor Blog em Holandés          | Bureau Belgrado                        | Bieslog                                |
| Melhor Blog em Inglês            | PaidContent.org                        | Black Looks                            |
| Melhor Blog em Francês           | La Buvette des Alpages                 | La Buvette des Alpages                 |
| Melhor Blog em Alemão            | Letters from Rungholt                  | Beetlebum                              |
| Melhor Blog em Persa             | Zeitun                                 | n/d                                    |
| Melhor Blog em Português         | Apocalipse Motorizado                  | Garotas que dizem ni                   |
| Melhor Blog em Russo             | Magazeta: All about China              | Magazeta: All about China              |
| Melhor Blog em Espanhol          | LaHuellaDigital.es                     | Mangas Verdes                          |

### 2007
| Prêmio                           | Prêmio do Júri                                    | Prêmio dos Usuários            |
| -------------------------------- | ------------------------------------------------- | ------------------------------ |
| Melhor Blog                      | Fotomania                                         | Blog do Tas                    |
| Melhor Podcast                   | Die Gefühlskonserve                               | NerdCast                       |
| Melhor Videoblog                 | Alive in Baghdad                                  | Cat Ear Baby's Videoblog       |
| Prêmio Repórteres Sem Fronteiras | Jotman                                            | Nora Younis                    |
| Premio Blogwurst                 | Little Galerie                                    | Yo contra el mundo             |
| Melhor Blog em Árabe             | Aljazeera Talk                                    | Imtidad                        |
| Melhor Blog em Chinês            | Lian Yue's Eighth Continent                       | Lian Yue's Eighth Continent    |
| Melhor Blog em Holandês          | Frankwatching                                     | Volkskrantblog                 |
| Melhor Blog em Inglês            | Valour-IT                                         | RidorLive                      |
| Melhor Blog em Francês           | Actualités de la république démocratique du Congo | ouVertures.info                |
| Melhor Blog em Alemão            | Behindertenparkplatz                              | Bestatterweblog                |
| Melhor Blog em Persa             | 35 Grad                                           | Masih                          |
| Melhor Blog em Português         | Blog do Tas                                       | Pensar Enlouquece, Pense Nisso |
| Melhor Blog em Russo             | /dev/karlson/mind.log                             | /dev/karlson/mind.log          |
| Melhor Blog em Espanhol          | A mis 95                                          | A mis 95                       |

### 2008
| Prêmio                           | Prêmio do Júri                  | Prêmio dos Usuários               |
| -------------------------------- | ------------------------------- | --------------------------------- |
| Melhor Blog                      | Generation Y                    | Sciene Squirrel                   |
| Melhor Podcast                   | Radio Grinch                    | Bola Nas Costas Iscuitantes       |
| Melhor Videoblog                 | Voices of Africa                | Videoblog do Trajano              |
| Prêmio Repórteres Sem Fronteiras | 曾金燕博客 e 4equality (empate) | Generation Y                      |
| Prêmio Blogwurst                 | Maratochka                      | Mister Oof                        |
| Melhor Blog em Árabe             | Ohod                            | Vor der Flut                      |
| Melhor Blog em Chinês            | 刘晓原的BLOG                    | Sciene Squirrel                   |
| Melhor Blog em Holandês          | Foodlog                         | Free Opinion Venezuela            |
| Melhor Blog em Inglês            | Political Party Blog            | The Consumerist                   |
| Melhor Blog em Francês           | Le Blog de Yoro                 | Vos photos                        |
| Melhor Blog em Alemão            | Mädchenmannschaft               | Naher und Mittlerer Osten – الشرق |
| Melhor Blog em Indonésio         | Media Ide                       | maseko's weblog                   |
| Melhor Blog em Persa             | freelancer (blog)               | Ich und MS                        |
| Melhor Blog em Português         | Querido Leitor                  | Querido Leitor                    |
| Melhor Blog em Russo             | MetroDream by Russos            | ##1244462644726369HNIOWAST##      |
| Melhor Blog em Espanhol          | 233grados.com                   | Bestiaria                         |

### 2009-2010
| Prêmio                              | Prêmio do Júri                                        | Prêmio dos Usuários |
| ----------------------------------- | ----------------------------------------------------- | ------------------- |
| Melhor Blog                         | Ushahidi                                              | Osama Romoh         |
| Melhor Podcast                      | Cajun French Language Tutorials                       | Radiokalu           |
| Melhor Videoblog                    | Mr. Free Man                                          | [Malviviendo]       |
| Prêmio Repórteres Sem Fronteiras    | We are Journalists                                    | Holom Akhdar        |
| Prêmio Blogwurst                    | Blogs do Além e Wake up, Mr. Green (empate)           | Ibda3at             |
| Prêmio Especial Mudanças Climáticas | Coluna Zero                                           | Ecoplaneta          |
| Melhor Blog em Árabe                | Osama Romoh                                           | Medad               |
| Melhor Blog em Bengali              | Ali Mahmeds Blog                                      | Ali Mahmeds Blog    |
| Melhor Blog em Chinês               | Ke Neng Ba                                            | Ke Neng Ba          |
| Melhor Blog em Inglês               | Talk Marocco                                          | Talk Marocco        |
| Melhor Blog em Francês              | Le Monolecte                                          | La vigie du web     |
| Melhor Blog em Alemão               | Der Postillon                                         | Der Postillon       |
| Melhor Blog em Indonésio            | Catatan Ringan Angin-anginan                          | Catatan Dari Hati   |
| Melhor Blog em Persa                | So just what kind of country is this that we live in? | Life in Bamian      |
| Melhor Blog em Português            | Física na Veia                                        | Digital Drops       |
| Melhor Blog em Russo                | metkere.com                                           | Slon.ru             |
| Melhor Blog em Espanhol             | La Vuelta al Mundo de Asun y Ricardo                  | Malviviendo         |

### 2011
| Prêmio                                        | Prêmio do Júri                               | Prêmio dos Usuários            |
| --------------------------------------------- | -------------------------------------------- | ------------------------------ |
| Melhor Blog                                   | A Tunisian Girl                              | Vahid Nikgoo e Jou3an (empate) |
| Melhor Uso de Tecnologias para Causas Sociais | Rospil                                       | Rospil                         |
| Melhor Campanha Social de Ativismo            | We Are All Khaled Said                       | Omipial's Blog                 |
| Prêmio Repórteres Sem Fronteiras              | Ciudad Juárez, en la sombra del narcotráfico | Blog Novaya Gazeta             |
| Prêmio Especial Direitos Humanos              | Migrant Rights in the Middle East            | Indigenous Bengali Blog        |
| Melhor Canal de Vídeo                         | Stands with Fist                             | Isla Presidencial              |
| Melhor Blog em Árabe                          |                                              | Violet Revolution              |
| Melhor Blog em Bengali                        |                                              | Arif Jebtik's Blog             |
| Melhor Blog em Chinês                         |                                              | Translator                     |
| Melhor Blog em Inglês                         |                                              | Rantings of a Sandmonkey       |
| Melhor Blog em Francês                        |                                              | Serious Game (Bélgica)         |
| Melhor Blog em Alemão                         |                                              | Textilvergehen                 |
| Melhor Blog em Indonésio                      |                                              | Benablog                       |
| Melhor Blog em Persa                          |                                              | Sulgar                         |
| Melhor Blog em Português                      |                                              | Vá de Bike                     |
| Melhor Blog em Russo                          |                                              | Navalny                        |
| Melhor Blog em Espanhol                       |                                              | Alberto Montt                  |

### 2012
| Prêmio                                        | Prêmio do Júri     | Prêmio dos Usuários   |
| --------------------------------------------- | ------------------ | --------------------- |
| Melhor Blog                                   | Window of Anguish  | Jou3an                |
| Melhor Uso de Tecnologias para Causas Sociais | Harassmap          | Web Nabludatel        |
| Melhor Campanha Social de Ativismo            | Free Razan         | Asif Mohiuddin's Blog |
| Prêmio Repórteres Sem Fronteiras              | Blog de Abu Sufian | Woeser                |
| Melhor Canal de Vídeo                         | Kuang Kuang        | Internautismo crónico |
| Prêmio Especial Educação e Cultura            | Fasokan            | Grazhdanin Poet       |
| Melhor Blog em Árabe                          |                    | Khaled Safi           |
| Melhor Blog em Bengali                        |                    | Niaz Mowla's Blog     |
| Melhor Blog em Chinês                         |                    | iGFW                  |
| Melhor Blog em Inglês                         |                    | The Chronikler        |
| Melhor Blog em Francês                        |                    | Kamer Kongossa        |
| Melhor Blog em Alemão                         |                    | Jule's Blog           |
| Melhor Blog em Indonésio                      |                    | Wordsmith             |
| Melhor Blog em Persa                          |                    | Narenji               |
| Melhor Blog em Português                      |                    | Catraca Livre         |
| Melhor Blog em Russo                          |                    | Staskulesh            |
| Melhor Blog em Espanhol                       |                    | Chinochano            |

## Links
- The BOBs
- Deutsche Welle

1. ↑  «Weblogs alteram panorama da mídia». Deutsche Walle. 31 de agosto de 2006
2. ↑  «"Melhor Weblog" para blogs chinês e brasileiro | DW | 06.12.2004». DW.COM. 6 de dezembro de 2004. Consultado em 18 de maio de 2021
3. ↑  «Melhor blog do mundo é brasileiro». Marmota Mais dos Mesmos. 7 de dezembro de 2004
4. ↑  «Cómo se construyó "Más respeto que soy tu madre"». Clarín. 6 de agosto de 2008
5. ↑  «Blog-novela argentino é o melhor de 2005». Deutsche Walle. 21 de novembro de 2005
6. ↑  «Blog eleitoral dos EUA é o melhor de 2006; veja resultados do The BOBs». UOL Tecnologia. 11 de novembro de 2006